# Mycteromyia obscuripennis
Mycteromyia obscuripennis är en tvåvingeart som först beskrevs av Philippi 1865.  Mycteromyia obscuripennis ingår i släktet Mycteromyia och familjen bromsar. Inga underarter finns listade i Catalogue of Life.